# Ридель, Генрих Август
Генрих Август Ридель (нем. Heinrich August Riedel, 25 августа 1748, Шлейце, Фогтланд, Графство Рейсс — 16 декабря 1810, Берлин, Королевство Пруссия) — германский архитектор и инженер-строитель., один из создателей Берлинской строительной академии.

## Биография
Генрих Ридель родился в семье придворного архитектора города Байройт Иоганна Готлиба Риделя. Его младшими братьями были генеральный директор по строительству Генрих Карл Ридель, архитектор и живописец Карл Кристиан Ридель.
Начальное образование в области архитектуры, живописи, математики и физики Ридель получил от своего отца. После переезда в Берлин в 1769 году он работал под руководством Яна Боумана Старшего. В 1775 году Ридель окончил Высшее строительное училище (Oberbaudepartement) и затем работал инспектором по строительству в различных провинциях Пруссии. В 1778 году Генрих Август Ридель стал асессором Главного строительного управления, в 1783 году был произведён в секретные советники (Oberbaurat befördert). В 1785—1787 годах работал по благоустройству Альтмарка (земля Саксония-Анхальт), в частности берегов реки Дремлинг. В 1790 году путешествовал по Вестфалии и Голландии.
В 1798 году Ридель вместе с Иоганном Альбертом Эйтельвейном, Давидом Жилли, Михаэлем Филиппом Боуманом, Карлом Готтгардом Ланггансом, Фридрихом Бехерером участвовал в работе комиссии по созданию Берлинской строительной академии. В 1799—1801 годах Ридель преподавал в академии технологию строительства дамб, шлюзов, мостов, и членом совета директоров которой он был вместе с Жилли, Эйтельвейном и Бехерером до 1809 года.
Одним из его учеников был английский архитектор и инженер Бенджамин Генри Латроб, переехавший позднее в США.
В 1803 году Ридель был назначен вторым директором Главного строительного управления. В 1809 году был уволен, но продолжал работать в роли эксперта. Был избран почётным членом Берлинской академии искусств.